# Lavotchkine
L’entreprise russe de construction de matériel spatial NPO S. A. Lavotchkine (en russe Научно-производственное объединение им. С. А. Лавочкина) a été créée en 1937 à l’époque soviétique à l’origine comme bureau d’études expérimental (OKB-301) par Semion Alexeïevitch Lavotchkine. En tant qu'employé de l’institut central d’aérohydrodynamique puis en tant que chef de son propre « OKB », il développa des armements et des avions de combat. Les premiers développements portaient en plus du La de Lavotchkine deux fois la lettre G, initiale des membres de son équipe Goudkov et Gorbounov. Lavotchkine est particulièrement connu pour avoir développé au cours de la Seconde Guerre mondiale les chasseurs La-5 et La-7. Les La-9 et La-11 furent les derniers chasseurs à moteur à piston des forces aériennes soviétiques (voir VVS).
Le 26 décembre 1948 le La-176 fut le premier avion soviétique à franchir le mur du son. Le dernier programme d’avion fut le malheureux La-250 Anakonda.
Après la mort de Lavotchkine en 1960, l’OKB concentra ses activités essentiellement sur les missiles de croisière et les missiles sol-air. En 1965, Lavotchkine prend un nouveau départ sous la direction de Babakine qui se voie confier la conception des sondes interplanétaire soviétique à la suite de l'échec répété de l'OKB-1 dans le domaine. L’entreprise a développé des éléments essentiels des missions lunaires et interplanétaires de l’Union soviétique ainsi que les étages supérieurs des fusées Soyouz et Proton. La société NPO Lavotchkine issue de l’ancien OKB est surtout active dans le domaine spatial. L'entreprise est installée à Khimki (oblast de Moscou) dans la banlieue nord-ouest de Moscou.

## Avions

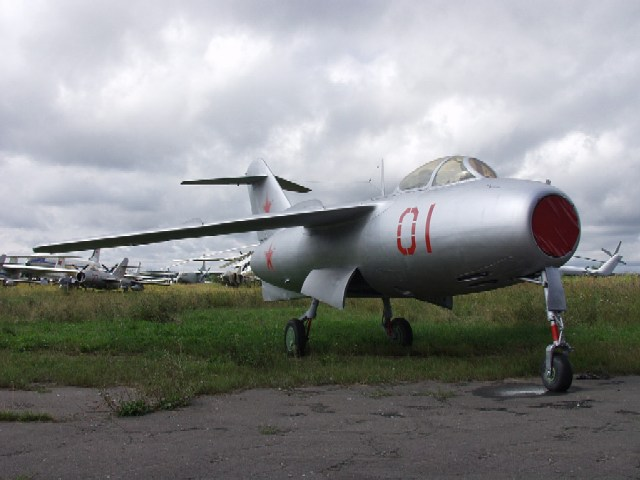
Un La-15 au musée de Monino.

- LaGG-1
- LaGG-3
- La-5
- La-7 « Fin »
- La-9 « Fritz »
- La-11 « Fang »
- La-15 « Fantail »
- La-120
- La-126
- La-130
- La-132
- La-134
- La-138
- La-140
- La-150
- La-152
- La-154
- La-156
- La-160
- La-168
- La-174
- La-176
- La-180
- La-190
- La-200
- Lavotchkine La-250 Anakonda

## Drones (avions sans pilote)
- La-17

## Missiles guidés
- Lavotchkine La-205 / V-300 (missile sol-air)
- Lavotchkine La-207 / V-750 (missile sol-air)
- V-600 (missile sol-air)

## Programme spatial
La plupart des sondes spatiales soviétiques puis russes ont été développées par Lavotchkine, entre autres :
- Les missions les plus complexes du Programme Luna
- Programme Lunokhod
- Programme Vega
- Programme Phobos
- Mars 96
- Phobos-Grunt

En outre, Lavotchkine réalise l’étage supérieur Fregat utilisée sur les lanceurs Soyouz et Zenit. De même, le satellite Cosmos 1 a été développé par Lavotchkine.